# Cristo no Monte das Oliveiras

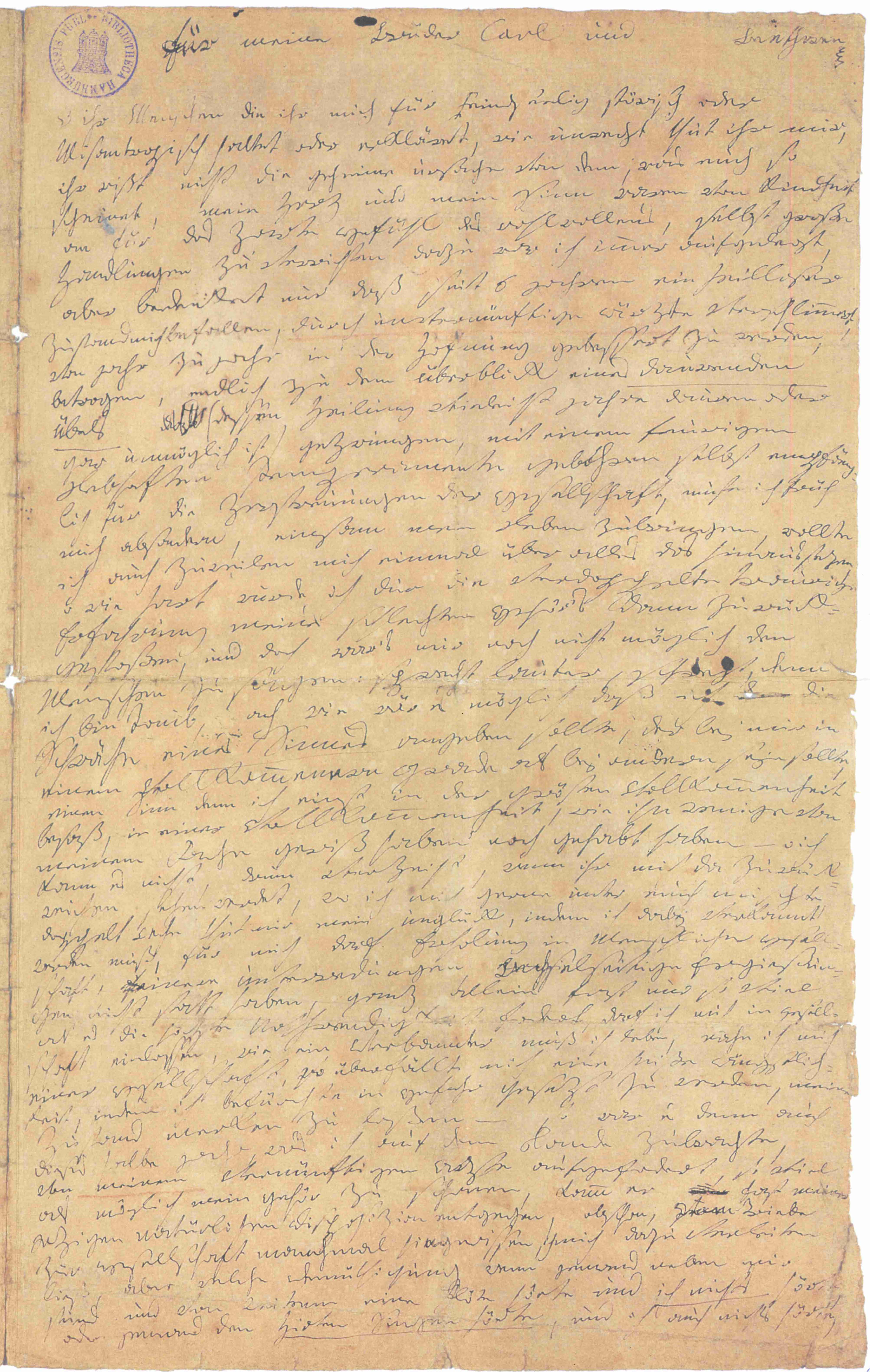
O Testamento de Heilingenstadt.

Cristo no Monte das Oliveiras (no original em alemão, Christus am Ölberge), opus 85, é um oratório composto por Ludwig van Beethoven para solistas vocais, coro e orquestra. 
A composição iniciou em novembro de 1802 e terminou na primavera de 1803. Seu libreto, elaborado pelo poeta Franz Xaver Huber, narra as angústias de Jesus no Jardim das Oliveiras antes da sua prisão e crucificação. Foi estreado no Theater an der Wien em 5 de abril de 1803 e revisado para uma segunda apresentação em 27 de março de 1804. Uma segunda revisão ocorreu para publicação da obra pela editora Breitkopf & Härtel em 1811.
Desde o século XIX a obra tem sido associada ao chamado Testamento de Heilingenstadt, uma carta datada de 6 de outubro de 1802 e endereçada aos seus irmãos Kaspar e Nicolaus, onde o artista, aflito com a progressão da sua surdez, manifesta ter tido intenção de por um fim à própria vida, mas acaba por decidir enfrentar o desafio e superá-lo através da arte, cumprindo o seu destino. O tema do oratório parece ter sido escolhido pela identificação de Beethoven com o Cristo sofredor. Barry Cooper disse que o oratório "é altamente significativo em termos de desenvolvimento espiritual, pois ele corporifica muitas das mesmas emoções de terror, isolamento, luta, medo da morte, amor pela humanidade, desejo de bondade e triunfo final que já eram aparentes em suas cartas para Wegler e Amenda e no Testamento de Heilingenstadt. 
Segundo Maynard Solomon, o oratório se insere em uma sequência de composições cujo tema central é a morte de um herói, um componente importante no vocabulário musical do artista e muito presente na música associada à Revolução Francesa. Este ciclo temático inclui a Cantata para a morte do imperador José II; um movimento da sonata para piano op. 26 intitulado "Marcha funeral sobre a morte de um herói"; a sinfonia nº 3 Heroica, composta "para celebrar a memória de um grande homem", a ópera Fidelio e a música de cena para a tragédia Egmont de Goethe. O tema da morte aparece em vários outros trabalhos.
A recepção inicial foi mista. Uma resenha no Zeitung für die Elegante Welt apreciou o geral da composição e elogiou algumas passagens chamando-as de "admiráveis", especialmente a ária do Serafim, que produzia "excelente efeito", mas outra resenha na Freymüthige Blätter considerou-o artificial e carente de expressividade. O próprio autor, anos depois de compô-lo, parecia sentir-se embaraçado com ele, e precisou defendê-lo ao propô-lo para a publicação em 1811 desculpando-se pela sua juventude e pela pressa com que foi escrito, dizendo que se fosse escrever outro o faria de maneira muito diferente. Beethoven, com efeito, tinha pouca experiência com peças vocais de amplas proporções. Segundo o relato de seu amigo e biógrafo Anton Felix Schindler, muitos anos depois Beethoven ainda se culparia por ter tratado o Cristo com excessiva teatralidade. Mas audições seguintes tiveram boa receptividade. Uma apresentação em Milão em 1824 desencadeou "grande sensação", segundo notícia no jornal londrino The Harmonicon, e na década de 1840 nos Estados Unidos foi chamado de "sublime", e peça de "alta inspiração".
O oratório nunca se tornou realmente popular e ainda suscita reações divergentes. Para alguns críticos seu nível estético não se compara ao das suas composições mais famosas. Lewis Lockwood, por exemplo, considera-o em geral competente mas um tanto convencional e pouco imaginativo. Para  Jan Caeyers, o sucesso relativamente pequeno do oratório em seu tempo se deve em parte a uma ausência de grandes modelos formais em sua geração em que Beethoven pudesse se inspirar para desenvolver o tema, e também ao tratamento operístico de alguns trechos, considerados indecorosos por parte do público, mas que hoje contribuem para aumentar seu interesse. Na leitura de Cooper, essa mesma ausência de modelos empresta à obra um especial relevo como uma composição profundamente inovadora, movendo-se muito para além do legado deixado por Haydn e Mozart, além de ser significativa também pelas associações com seu drama pessoal e por oferecer um testemunho importante de um processo de mudança de rumos em seu estilo compositivo e em suas aspirações artísticas. Segundo Calvin Stapert o oratório tem sido considerado um retrato da Paixão de Cristo muito mais humano que aquele pintado em outras paixões, como as de Bach.